# 中村静夫
中村 静夫（なかむら しずお、1946年 - ）は、日本の都市計画家。都市・地域総合研究所所長。インターコミュニティ研究所所長。元大妻女子大学家政学部ライフデザイン学科教授を４年間勤めた。専門は居住文化論、住居学概論、住環境学。埼玉県生まれ。

## 略歴
- 1967年、横浜国立大学工学部建築学科卒業
- 1973年-1975年、文部技官、助手として、横浜国立大学総合計画設計委員
- 1975年-1977年、ミュンヘン工科大学都市計画学大学院修了 G・アルバース教授の下、都市・地域計画研究所客員研究員

## 著書
- シュタイナーと建築 集文社　ペーター・フェルガー 1985（訳書）
- 国際都市ミュンヒェン―市民参加の大都市づくり 1989
- みんなでまちを造った―都市計画 集文社　ラインハルト・グレーベ 1989（訳書）
- 近隣街区と都市計画―街路住宅中庭 ヴェルナー・フィンケ 1978（訳書）

| スタブアイコン | サブスタブ | この項目は、まだ閲覧者の調べものの参照としては役立たない、人物に関連した書きかけの項目です。この項目を加筆・訂正などしてくださる協力者を求めています（P:人物伝/PJ:人物伝）。 |